# Departamento de Cáqueza
Cáqueza fue uno de los departamentos en que se dividía el Estado Soberano de Cundinamarca (Colombia). Fue creado por medio de la ley del 7 de septiembre de 1862, a partir del territorio sur-oriental de la provincia de Bogotá. Tenía por cabecera a la ciudad de Cáqueza. El departamento comprendía parte del territorio de la actual región cundinamarquesa de Oriente.

## Historia
El departamento de Cáqueza fue creado y suprimido múltiples veces durante la existencia del Estado Soberano de Cundinamarca. Fue creado el 7 de septiembre de 1862, pero por medio de la ley del 2 de febrero de 1865 fue integrado al departamento de Bogotá. Luego fue recreado con la ley del 10 de agosto de 1869.

## División territorial
El departamento al momento de su creación (1862) estaba dividido en los distritos de Cáqueza (capital), Chipaque, Une, Fosca, Fómeque, Choachí, Ubaque, Quetame, Villavicencio, San Martín, Concepción de Arama, Cumaral y Jiramena.
Tras su segunda creación (1869), el departamento quedó conformado por los distritos de Fómeque (capital), Choachí, Chipaque, Cáqueza, Fosca, Quetame, Une y Ubaque.